# Kim Myong-gil
Kim Myong-gil (* 16. Oktober 1984) ist ein nordkoreanischer Fußballtorhüter.

## Karriere
Kim tritt international als Spieler der Sportgruppe Amrokgang in Erscheinung, dem Klub des Ministeriums für Staatssicherheit.
2005 stand er während der Qualifikation für die Weltmeisterschaft 2006 in fünf Partien für die nordkoreanische Nationalmannschaft auf dem Platz. Bei der Finalrunde der Ostasienmeisterschaft 2005 belegte er als Stammtorhüter mit Nordkorea den dritten Rang, 2008 nahm er, als Ersatzkeeper von Ri Myong-guk, erneut am Finalturnier teil. Auch während der erfolgreichen Qualifikation für die WM 2010 war Ri Stammtorhüter, Kim nahm in allen 14 Partien der 2. und 3. Qualifikationsrunde auf der Reservebank Platz. 2006 nahm Kim als Stammtorhüter mit der nordkoreanischen U-23-Auswahl an den Asienspielen teil, als das Team im Viertelfinale an Südkorea scheiterte.
Im August 2009 stand beim überraschenden Scheitern in der Qualifikationsrunde zur Ostasienmeisterschaft 2010 weiterhin Ri im Tor, Kim blieb auch in diesem Wettbewerb die Rolle des Ersatzkeepers. Auch bei der Weltmeisterschaft 2010 in Südafrika, bei der das Nationalteam nach drei Niederlagen mit 1:12 Toren in der Vorrunde ausschied, erhielt Ri den Vorzug vor Kim.